# Пупукеа (Хаваји)
Пупукеа (енгл. Pupukea) насељено је место за статистичке потребе у америчкој савезној држави Хаваји. По попису становништва из 2010. у њему је живело 4.551 становника.

## Демографија
Према попису становништва из 2010. у граду је живело 4.551 становника, што је 301 (7,1%) становника више него 2000. године.
| Група             | 2000.         | 2010.         |
| Белци             | 2.247 (52,9%) | 2.549 (56,0%) |
| Афроамериканци    | 10 (0,2%)     | 26 (0,6%)     |
| Азијати           | 619 (14,6%)   | 548 (12,0%)   |
| Хиспаноамериканци | 356 (8,4%)    | 401 (8,8%)    |
| Укупно            | 4.250         | 4.551         |